# Thysanopoda spinicaudata
Thysanopoda spinicaudata is een krillsoort uit de familie van de Euphausiidae. De wetenschappelijke naam van de soort is voor het eerst geldig gepubliceerd in 1953 door Brinton.